# Ophionyssus galeotes
Ophionyssus galeotes är en spindeldjursart som beskrevs av Domrow, Heath och Kennedy 1980. Ophionyssus galeotes ingår i släktet Ophionyssus och familjen Macronyssidae. Inga underarter finns listade i Catalogue of Life.